# Zaklopatica
Zaklopatica (italsky Porto Chiave) je vesnice a přímořské letovisko v Chorvatsku v Dubrovnicko-neretvanské župě, spadající pod opčinu Lastovo. Nachází se na severu ostrova Lastovo. V roce 2011 zde žilo celkem 87 obyvatel.
Vesnice je napojena na silnici D119. Sousedními vesnicemi jsou Lastovo a Uble.